# Chacama
La localidad de Chacama está situada en el municipio de Emiliano Zapata (en el estado de Tabasco). 

## Etimología
Recibe de nombre de sus tres rancherías: Chaca, Cacao y Mariche. 

## Población
Tiene 448 habitantes. 

## Altitud
Chacama está a 10 m s. n. m.

## Distancia
Su distancia de la cabecera municipal es de 16 km.

## Colegios y Escuelas
Cuenta con un kínder "Blancas Mariposas", Escuela Primaria "Gregorio Cabrera García", Telesecundaria "Antonio Cabrera García", Educación Media Superior "Cobatab Emsad N° 31".